# Paisio de Hilandar
San Paisio de Hilandar o Paìsiy Hilendarski (en búlgaro: Свети Паисий Хилендарски; 1722-1773) fue un clérigo búlgaro y figura clave en el Despertar nacional búlgaro. Es conocido principalmente por ser el autor de Istoriya Slavyanobolgarskaya, la segunda historia moderna búlgara después de la obra de Petar Bogdan de 1667, «Historia de Bulgaria». A los búlgaros se les enseña que Paisio fue el antecesor del Renacimiento nacional de Bulgaria.
Paisio nació en la eparquía de Samokov de esa época, probablemente en el ciudad de Bansko. Se estableció en el monasterio de Hilandar, en el Monte Athos, en 1745, donde fue más tarde, un hieromonje y asistente de abad. Recopilando materiales durante dos años a través de trabajo duro e incluso visitando las tierras de los alemanes, terminó su Istoriya Slavyanobolgarskaya en 1762, en el monasterio de Zograf. El libro fue el primer intento de escribir la historia completa de Bulgaria y trató de despertar y fortalecer las conciencias nacionales búlgaras.
La parte más famosa de todo el libro es la frase:
«¿Por qué estás avergonzado de llamarte a ti mismo búlgaro?»
Esto más o menos significa el propósito del autor que habla sobre el peligro de los búlgaros de caer víctimas de las políticas de helenización del clero, principalmente griego. Estos sentimientos anti-griegos presentados en los escritos de Paisio, caracterizan a los griegos como una especie de enemigos nacionales de los búlgaros. La primera copia manual del libro fue hecho por Sofronio de Vratsa en 1765. Estructuralmente, Istoriya Slavyanobolgarskaya consiste en dos presentaciones, varios capítulos que tratan sobre diversos acontecimientos históricos, un capítulo sobre los «maestros eslavos», los discípulos de Cirilo y Metodio, un capítulo sobre los santos búlgaros, y un epílogo. Como Paisio viajaba a Bulgaria como un fraile mendicante, llevaba su trabajo, que fue copiada y extendida entre los búlgaros. Se cree que murió en el camino al Monte Athos, cerca de Ampelino (actual Asenovgrad).